# ويليم دروست
ويليم دروست (بالهولندية: Willem Drost)‏ (و. 1633 – 1659 م) هو رسام من هولندا، ولد في أمستردام، توفي في البندقية، عن عمر يناهز 26 عاماً.